# 阮嘉敏
阮嘉敏（英語：Mandy Yuen Ka Man，1991年6月13日—），香港女主持、演員及模特兒，現為無綫電視經理人合約藝員。

## 簡歷
阮嘉敏有一名胞兄，從小於葵青區青衣偉景花園長大，因喜歡周杰倫而曾報讀八級樂理課程，亦略懂鋼琴。她分別在2003年和2008年畢業於仁濟醫院趙曾學韞小學及佛教葉紀南紀念中學，且曾赴昆士蘭科技大學修讀媒體與傳播研究系，後修畢香港中文大學傳理系，曾當過兼職模特兒、項目經理及網絡視頻美亞電影台飲食節目主持。2016年，她選擇參加《2016年度香港小姐競選》，卻只躋身十強，落選後便加入無綫電視，成為旗下無綫電視基本藝人合約藝員，並於同年底入讀為期3個月的演藝進修班。
2018年，阮嘉敏透過社交網站 Instagram 開設時裝店舖「Bozi Mandy」，主要售賣外購韓國服飾；2019年1月改簽經理人合約，同年4月在大埔梧桐寨瀑布採訪行山專家時，被指緊身衣著太過暴露而受到部分網民批評，其後於5月訪問屯門公園裡的無牌表演者，卻因問題尖銳讓網民稱讚表現出色。2020年8月，她因免疫系統狀況欠佳而需暫停工作，在家休養數星期。

## 感情生活
2017年2月，林敏聰被指與阮嘉敏發展戀情，但男方表明兩人只是好友。

## 演出作品

### 電視劇
| 首播       | 劇名                     | 角色                                   |
| ViuTV      |                          |                                        |
| 2016年     | 瑪嘉烈與大衛系列 綠豆    | 餐廳食客（第2集）                      |
| 邵氏兄弟   |                          |                                        |
| 2023年     | 廉政狙擊                 | Ｏ記                                   |
| 無綫電視   |                          |                                        |
| 2017年     | 踩過界                   | 蒲 客（第3、4集）                      |
| 2017年     | 踩過界                   | 大學舊生（第6集）                      |
| 2017年     | 燦爛的外母               | 鄧勤秘書（第10、12、15、19集）         |
| 2017年     | 誇世代                   | Molly（第4、6、9、42集）               |
| 2017年     | 溏心風暴3                | 護 士（第31集）                        |
| 2018年至今 | 愛·回家之開心速遞        | 美 女（第255集）                       |
| 2018年至今 | 愛·回家之開心速遞        | 主 持（第1361、1609集）                |
| 2018年至今 | 愛·回家之開心速遞        | 智能管家機械人比賽司儀（第1428集）     |
| 2018年至今 | 愛·回家之開心速遞        | 拍賣會司儀（第1551集）                 |
| 2018年至今 | 愛·回家之開心速遞        | 香港數學解難學會記者會司儀（第1637集） |
| 2018年至今 | 愛·回家之開心速遞        | 毛小姐（第1972集）                     |
| 2018年     | 逆緣                     | 護 士（第26、35集）                    |
| 2018年     | 是咁的，法官閣下         | 護 士（第12集）                        |
| 2019年     | 婚姻合伙人               | 公 關（第19集）                        |
| 2019年     | 她她她的少女時代         | 《左望右望》主持（第9集）              |
| 2019年     | 金宵大廈                 | 美 女（第13集）                        |
| 2020年     | 降魔的2.0                | 女學生（第13集）                       |
| 2020年     | 堅離地愛堅離地           | Connie                                 |
| 2021年     | 陀槍師姐2021             | 新 娘（第15集）                        |
| 2021年     | 逆天奇案                 | Judy                                   |
| 2021年     | 星空下的仁醫             | Zita（第21、22、24集）                 |
| 2021年     | 十月初五的月光           | 黎曼玲（第10 - 18集）                  |
| 2022年     | 食腦喪Ｂ                 | 花（第3、11集）                        |
| 2022年     | 回歸                     | 參賽者（第1、3集）                     |
| 2023年     | 輕·功                    | 主 播（第21集）                        |
| 2023年     | 隱形戰隊                 | 美 玲                                  |
| 2023年     | 法言人                   | 楊芷欣 (Cindy)                         |
| 2023年     | 靈戲逼人                 | 閻若琳                                 |
| 2023年     | 寵愛Pet Pet              | 主 人（第1 - 3集）                     |
| 2024年     | 逆天奇案2                | Judy                                   |
| 2024年     | 法證先鋒VI：倖存者的救贖 | 王靜                                   |
| 未播映     | 非常檢控觀               |                                        |

### 綜藝節目
| 首播            | 節目名                      | 備註               |
| 無綫電視        |                             |                    |
| 2016年          | 今日VIP                     | 9月7日嘉賓         |
| 2016年          | 2016年度香港小姐競選        | 十強止步           |
| 2016年          | 跳躍飛騰TVB邁向50周年       | 演出               |
| 2016年          | 萬千星輝賀台慶              | 演出嘉賓           |
| 2016年          | 歡樂滿東華 2016             | 演出嘉賓           |
| 2016年          | 2017 TVB節目巡禮星光晚宴    | 嘉賓               |
| 2017年          | 最緊要好玩                  | 演出               |
| 2017年          | 明愛暖萬心                  | 演出               |
| 2017年          | 築·動·愛                    | 演出               |
| 2017年          | 群星拱照Big Big Channel     | 嘉賓               |
| 2017年          | 最緊要好好玩 消暑版         | 演出               |
| 2017年          | 兄弟幫                      | 第1970、1971集嘉賓 |
| 2018年          | 安樂蝸                      | 第383集嘉賓        |
| 2018年          | 美女廚房                    | 演出               |
| 2018年          | big big channel大公司周年慶 | 嘉賓               |
| 2018年          | 延禧南巡                    | 演出               |
| 2018年          | TVB 50+1周年再出發          | 演出嘉賓           |
| 2021年          | 大整蠱                      | 演出第7集          |
| 2022年          | Hands Up                    | 演出第265集        |
| 2022年          | 嘩鬼無敵獎門人              | 嘉賓               |
| 2022年          | 新春開運王                  | 嘉賓               |
| Big Big Channel |                             |                    |
| 2017年          | 餓底                        | 演出               |

### 主持節目
| 首播            | 節目名          | 備註 |
| 香港電視網絡    |                 | |
| 2014年          | Shopping Hero   | 與呂熙、何詠雯、黃冠斌、鮑康兒、陳少邦、張潔蓮、王慶南及張洛蔚一同主持                                                  |
| 無綫電視        |                 | |
| 2016年 - 2022年 | 東張西望        | 12月1日加入、外景主持2021年1月9日升任為廠景主持                                                                         |
| 2019年          | 3日2夜          | 第三輯 第19、20集；與鄧以婷一同主持                                                                                     |
| 2020-2021年     | 姊妹淘          | 第三輯主持之一 與莊思敏、王子涵、吳若希、張寶兒、陳詩欣、蔡嘉欣、曾淑雅、李君妍、孫慧雪、傅嘉莉、謝芷倫及吳紫韻一同主持 |
| 2023年          | 新春開運王      | 與謝雪心、蔡國威、梁凱晴一同主持                                                                                        |
| 2023年          | 優質服務100 Fun | 與森美、陳敏之及關楓馨一同主持                                                                                          |

### 電台節目
- 2014年6月2日：謎米香港《唔潮唔吹》嘉賓  （页面存档备份，存于）

### 廣告
| 年份   | 內容                                           |
| 2015年 | Samsung Galaxy Note 5「GET MORE DONE FASTER」  |
| 2016年 | 及時雨信貸「利息梗係要·····低····」            |
| 2016年 | 撒隆適「清涼滲透膏貼、溫熱膏貼」               |
| 2017年 | Panasonic「洗頭寶 - Head Spa」                 |
| 2019年 | Dr. Kong「著緊孩子 開學有個好開始 最高減$300」 |

## 外部連結
- 阮嘉敏的Facebook專頁
- 阮嘉敏 Mandy Yuen的Facebook專頁
- YouTube上的Mandy Yuen頻道
- 阮嘉敏的Instagram帳戶
- 2016香港小姐競選 - 8號　阮嘉敏 Yuen Ka Man, Mandy - 佳麗檔案 - tvb.com